# Shlomo Kalo

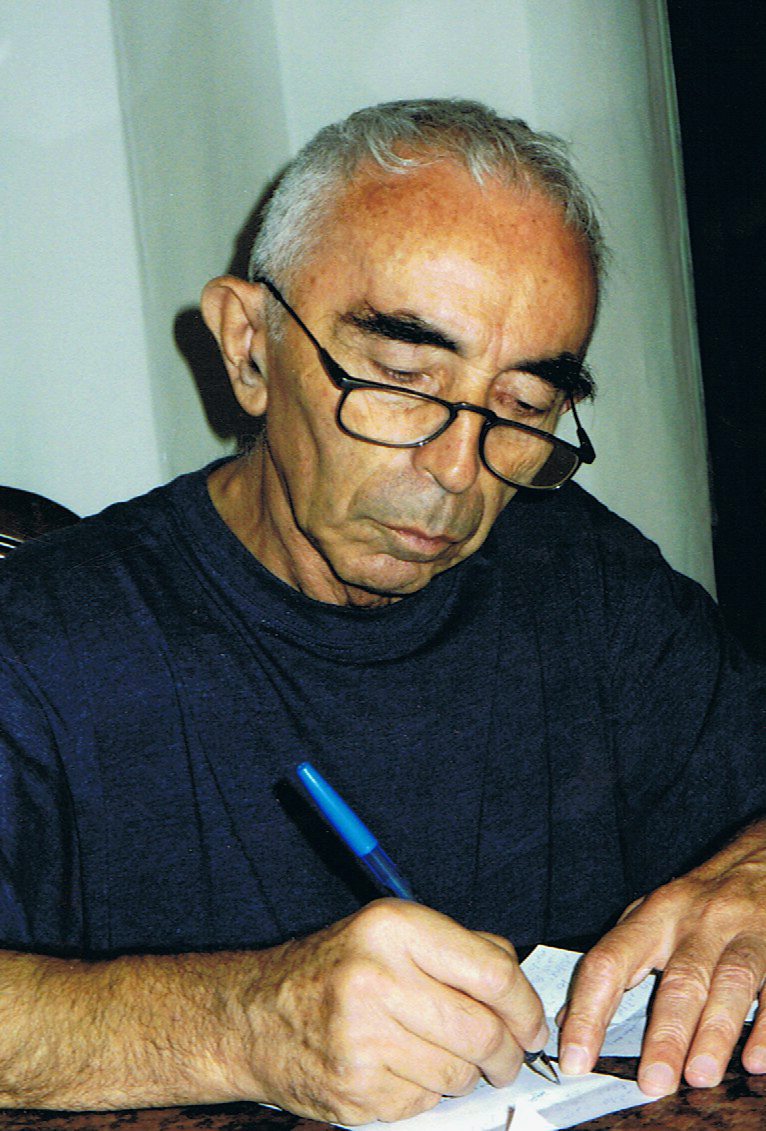
Shlomo Kalo (2003)

Shlomo Kalo (hebräisch שלמה קאלו; * 25. Februar 1928 in Sofia; † 30. August 2014 in Jaffa) war ein israelischer Schriftsteller und Philosoph. Der frühere Mikrobiologe veröffentlichte seit den 1950er-Jahren mehr als 60 Werke, darunter Romane, Kurzgeschichten und Sachbücher.

## Leben
Shlomo Kalo wurde 1928 in Bulgarien geboren. Im Alter von zwölf soll er sich der antifaschistischen Bewegung angeschlossen haben, ehe er mit 15 Jahren in ein Konzentrationslager interniert wurde. Als Jugendlicher widmete er sich der Poesie und wurde mit 18 Jahren bei einem Wettbewerb ausgezeichnet. Nach dem Zweiten Weltkrieg arbeitete er als Journalist in Prag, wo Kalo Medizin studierte. 1949 emigrierte er nach Israel. Dort studierte er Mikrobiologie an der Universität Tel Aviv. Später leitete Kalo als Direktor die medizinischen Labors von Israels größtem Gesundheitszentrum.
1954 veröffentlichte Kalo mit Alkoven in Jaffa eine erste Kurzgeschichtensammlung. 1962 folgte mit ha-ʻAremah sein Romandebüt. Seitdem veröffentlichte Kalo bis zu seinem Tod mehr als 60 Bücher, darunter sowohl autobiografisch gefärbte Romane als auch philosophische Werke zu spirituellen Themen, wie dem Buddhismus oder der Zen-Lehre sowie Übersetzungen ins Hebräische (unter anderem das Daodejing von Laozi, 1981). 1969 erlebte er eine persönliche Erleuchtung, die er noch im selben Jahr in dem autobiografischen Werk ʻErʻal thematisierte. Mit den Werken Das Selbst als Krieger (1979) und Furchtloser Shui (1981) etablierte er sich in Israel als spiritueller Denker.
Als Wendepunkt in der hebräischen Literaturgeschichte gilt sein Roman The Heap, der als neo-modernistischer sozialer Protest eines Zuwanderers verstanden und in die Nähe von Autoren wie Abraham B. Jehoshua gerückt wird. Das Werk ist als Anekdotensammlung um eine Gruppe von Immigranten verschiedener Nationalitäten konzipiert, die vor ihrer Auswanderung nach Israel zwar ein ereignisloses, dafür aber produktives Leben führten. In der neuen Heimat geraten die Arbeitssuchenden in eine existenzielle Krise und schaffen es weder einzeln noch gemeinsam einen Müllberg zu beseitigen, wie vom Gemeinderat angeordnet. Gleichzeitig steht The Heap für den Beginn des modernistischen Romans in Israel und markierte den Anbruch von aschkenasischen und sephardischen Autoren, die sich der sephardischen Immigrantengemeinde als Thema annahmen.
Kalos Kurzgeschichten sind wenig ausführlich und geprägt von einem ultra-ökonomischen Stil. Der Autor neigte zur absichtlichen Wiederholung, oft einzelner Wörter, was einen hypnotischen Effekt beim Leser hinterlässt. Die Kurzgeschichten in dem 1999 ins Englische übersetzten Band The Dollar and the Gun (1999) sind in allen Teilen der Welt, von Amerika, über Europa, den Mittleren Osten bis in den Orient angesiedelt und handeln von Ausgestoßenen, zu denen menschenfressende Kannibalen ebenso zählen wie der Terrorist Osama bin Laden.
Shlomo Kalo war mit der israelischen Sängerin Rivka Zohar verheiratet und lebte bis zu seinem Tod zurückgezogen in Jaffa.

## Werke (Auswahl)

### Belletristik
- 1962: ha-ʻAremah
- 1966: Lev ha-baśar (hebräisch לב הבשר)
- 1983: Meshalim (hebräisch משלים)
- 1985: Masaʻ Atos (hebräisch מסע אתוס)
- 1987: Beśorat ha-ratson ha-ḥofshi ha-muḥlaṭ (hebräisch בשורת הרצון החופשי המוחלט)
- 1988: Ke-ḥuṭ ha-shani (hebräisch כחוט השני)
- 1990: Shekheneha shel dodati Rashel (hebräisch סיפורים)
- 1990: Ben kokhav aḥer (hebräisch בן כוכב אחר)
- 1991: ʻAlilotaṿ ha-muflaʼot shel Loiṭenlib le-Vet Meyunkhaʼuzen (hebräisch עלילותיו המופלאות של לויטנליב לבית מיונכאוזן)
- 1993: Melekh u-shemo ahavah (hebräisch מלך ושמו אהבה)
- 1994: ha-Nivḥar (hebräisch הנבחר)
- 1995: ʻAd ʻolam (hebräisch עד עולם)
- 1995: Regaʻim shel emet (hebräisch רגעים של אמת)
- 1996: ha-Mikhnasayim (hebräisch המכנסיים)
- 1999: ha-Dolar ṿeha-eḳdaḥ (hebräisch הדולר והאקדח)
- 2000: Ḥaṭifah (hebräisch חטיפה)
- 2002: ʻAd sheha-maṿet yeḥaber benehem (hebräisch עד שהמוות יחבר ביניהם)
- 2003: Samurai : shaḥ maṭ (hebräisch סמוראי)
- 2003: Shenat arbaʻ-ʻeśreh la-sefirah she-lo heḥelah (hebräisch שנת ארבע־עשרה לספירה שלא החלה)
- 2004: Pashuṭ (hebräisch פירוש)
- 2005: Thriller (hebräisch Thriller)
- 2006: Mifgashim (hebräisch מפגשים)
- 2006: Mishpaḥat Ṿais (hebräisch משפחת וייס)
- 2007: Ḳatedralah (hebräisch קתדרלה)
- 2007: Migrash ḥanayah (hebräisch מגרש חניה)
- 2007: Shete novelot (hebräisch שתי נובלות)
- 2008: Ḥarig (hebräisch חריג)
- 2008: Lili (hebräisch לילי)
- 2008: Shaʻare ha-barzel ha-ʻatiḳim (hebräisch שערי הברזל העתיקים)
- 2009: ha-Na'ar ha-Hungari
- 2009: Tisis (hebräisch טיסיס)

### Sachliteratur
- 1974: Zen ṿe-ḥakhme zen (hebräisch זן וחכמי זן)
- 1976: Shir ha-Elohim
- 1979: ha-ʻAtsmi ke-loḥem (hebräisch העצמי כלוחם)
- 1981: ʻAśui li-veli ḥat (hebräisch עשוי לבלי חת)
- 1982: Du-śiaḥ shel ḥerut (hebräisch דו־שיח של חרות)
- 1984: Atah hinkha atah (hebräisch אתה הנך אתה)
- 1984: Maʻagal ha-ʻotsmah ha-Ṭibeṭi (hebräisch מעגל העוצמה הטיבטי)
- 1985: Omanut ha-milḥamah le-ḥerut-emet (hebräisch אמנות המלחמה לחרות־אמת)
- 1988: Yedidai
- 1989: ha-Emet hi ḥedṿah (hebräisch האמת היא חדווה)
- 1990: Ahavah menatsaḥat kol (hebräisch אהבה מנצחת כל)
- 1991: Le-hatḥil ha-kol me-ḥadash (hebräisch להתחיל הכל מחדש)
- 1993: Gam lo bi-fene ʻatsmekha (hebräisch גם לא בפני עצמך)
- 1996: ha-Dimui
- 1996: Ṿe-hineh hu ba (hebräisch והנה הוא בא)
- 1997: ha-Enʼonim ke-mashal (hebräisch האינאונים כמשל)
- 1997: ha-Matat she-lo hikhzivah (hebräisch המתת שלא הכזיבה)
- 1999: Le-lo perush ṿe-tosafot (hebräisch ללא פירוש ותוספות)
- 1999: Masaʻʼel (hebräisch מסעאל)
- 2000: Har ha-osher (hebräisch הר האושר)
- 2000: Teshuvot (hebräisch תשובות)
- 2001: Aṭar (hebräisch אטאר)
- 2001: ʻIm G'uliʼan (hebräisch עם ג׳וליאן)
- 2002: Bhagavadgiṭah
- 2002: Ḳandar (hebräisch קנדר)
- 2002: Ḳav hafrada (hebräisch קו הפרדה)
- 2003: Matemaṭiḳah rom (hebräisch מתמטיקה רום)
- 2004: Kata (hebräisch קטה)
- 2007: ha-Hebeṭ ha-aḥer (hebräisch ההיבט האחר)
- 2007: Hitnatslut (hebräisch התנצלות)
- 2008: Shire ḥerut (hebräisch שירי חרות)
- 2009: Trepan (hebräisch טראפן)

### Biografische Werke
- 1969: ʻErʻal (hebräisch ערעל)
- 1996: Ṿe-hineh hu ba (hebräisch והנה הוא בא)